# Seznam kanadskih nogometašev
Seznam kanadskih nogometašev.

## A
- Scott Arfield

## B
- Patrice Bernier
- Milan Božić
- Jim Brennan
- Alex Bunbury

## C
- John Catliff

## D
- Nick Dasovic
- Julian de Guzman
- Dwayne de Rosario
- Jason deVos

## F
- Paul Fenwick
- Craig Forrest
- Mike John Franks

## H
- Andre Hainault
- Owen Hargreaves
- Kevin Harmse
- Lars Hirschfeld
- Charmaine Hooper
- Lyndon Hooper
- Atiba Hutchinson

## I
- Daniel Imhoff

## J
- Will Johnson

## L
- Bob Lenarduzzi

## M
- Kevin McKenna
- Colin Miller
- Dale Mitchell

## O
- Olivier Occean
- Pat Onstad

## P
- Paul Peschisolido

## R
- Tomasz Radzinski

## S
- Randy Samuel
- Christine Sinclair
- Paul Stalteri

## V
- Carl Valentine

## W
- Mark Watson
- Bruce Wilson

## X
- Davide Xausa

## Y
- Frank Yallop